# Radius (Anatomie)

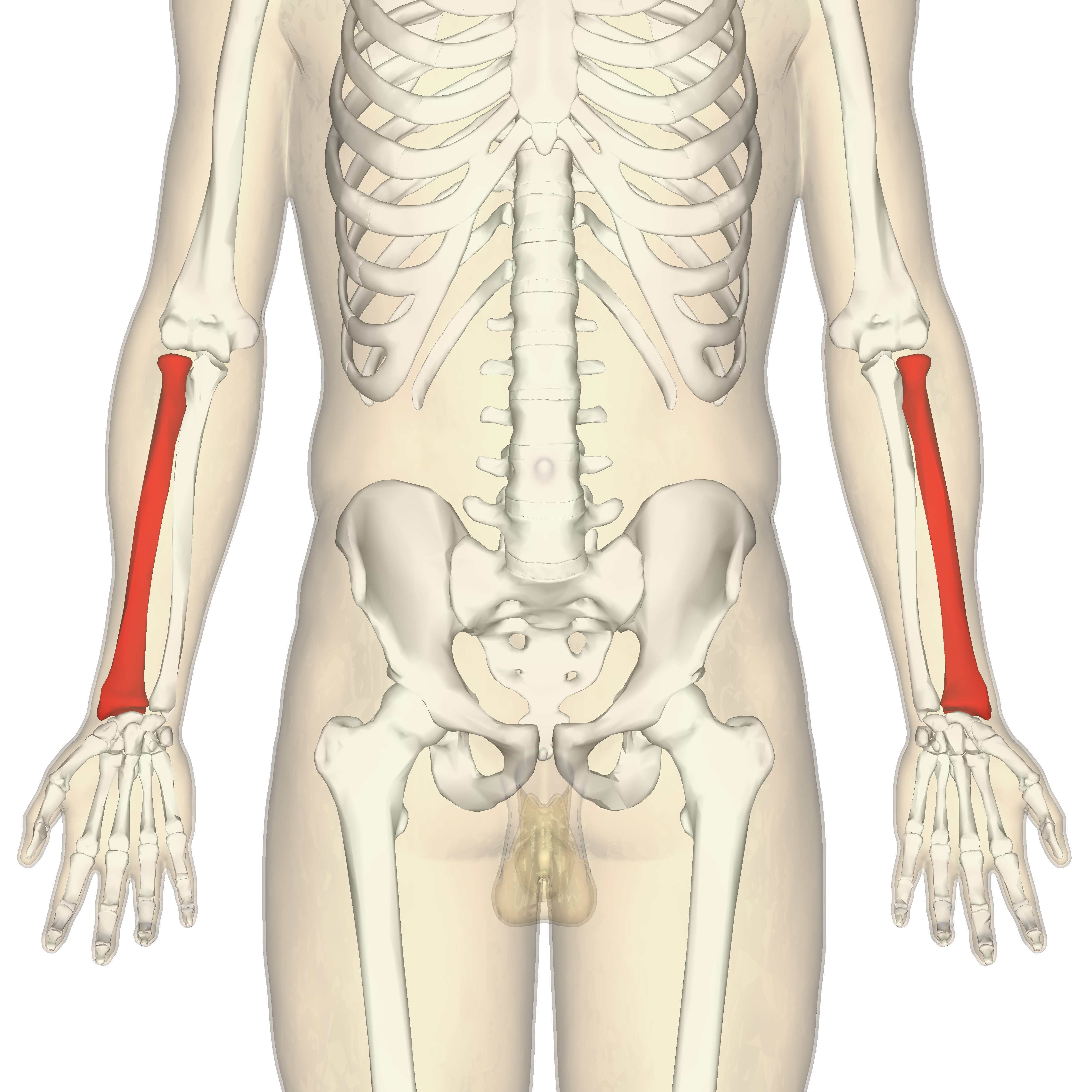
Lage des Radius des Menschen (rot)

Der Radius (lat.-anat. für Speiche) ist ein Knochen des Unterarmes. Die Speiche ist daumenseitig gelegen, bei Säugetieren kräftiger als die Elle, der sie dort gegenüberliegt, und ein typischer Röhrenknochen.

## Anatomie

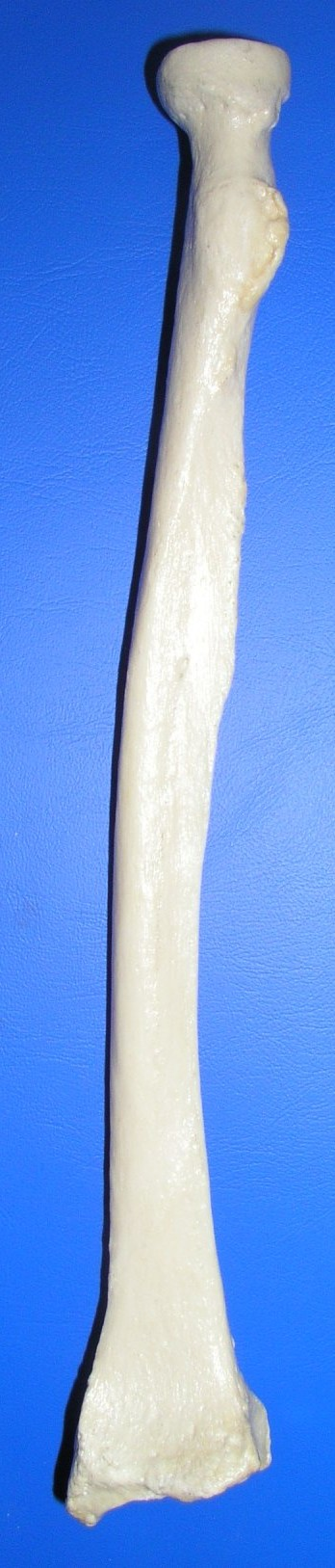
Rechter Radius (Ansicht von vorne)

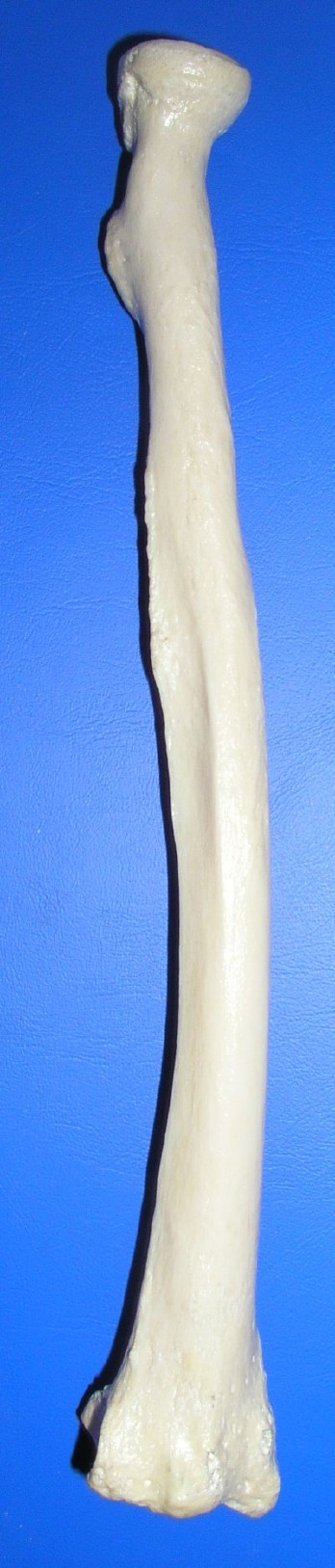
Rechter Radius (Ansicht von hinten)

### Oberes Ende
Das zur Körpermitte gerichtete (proximale) Ende der Speiche (Epiphysis proximalis radii) wird von dem mit hyalinem Knorpel überzogenen Speichenkopf (Caput radii, Syn. Radiuskopf oder Radiusköpfchen) gebildet, der wie ein Rad wirkt, das auf den Speichenhals (Collum radii) aufgelegt ist. Dieser besitzt an seiner Gelenkfläche mit dem Oberarmknochen (Humerus) eine Eindellung (Fovea capitis radii) für das Oberarmknochenköpfchen (Capitulum humeri). Darüber bildet er ein Teilgelenk (Articulatio humeroradialis) des Ellenbogengelenkes (Articulatio cubiti). Zudem umgreift den Speichenkopf eine kranzartige Gelenkfläche (Circumferentia articularis) zur gelenkigen Verbindung mit der Elle.
Etwas unterhalb des Speichenhalses findet man eine deutliche Aufrauung, die so genannte Speichenbeinbeule (Tuberositas radii). Diese bildet die Ansatzstelle der Hauptsehne des zweiköpfigen Oberarmmuskels (Musculus biceps brachii). Bei der Umwendebewegung nach innen, also Daumen zum Körper hin (Pronation) und damit Handfläche im Liegen (am Rücken) nach unten zeigend, wird die Sehne um den Körper der Speiche aufgewickelt, ähnlich einem Garn, das man auf eine Handspindel aufwickelt.

### Körper
Der mittlere Abschnitt der Speiche wird als Speichenkörper oder Speichenschaft (Corpus radii) bezeichnet.
Die Speiche bildet am Unterarm zusammen mit der Elle eine funktionelle Einheit. Dies macht sich unter anderem anatomisch darin bemerkbar, dass beide Knochen auf verschiedene Weise miteinander gekoppelt sind. Zum einen besitzen sie an ihrem zur Körpermitte gerichteten und von der Körpermitte entfernten (distalen) Ende jeweils eine gelenkige Verbindung zueinander und zum anderen spannt sich nahezu der ganzen Länge nach eine recht stabile Bandhaft zwischen beiden auf (Membrana interossea antebrachii). Durch diesen relativ straffen Zug entsteht an der Speiche an der zur Elle hin gerichteten Seite ein Rand (Margo interosseus). Dieser ist durch die Haut gut tastbar.
Auch auf der Vorderseite der Speiche kann man einen recht scharfen Rand abgrenzen (Margo anterior). Seine Entstehung kann man wiederum durch einen gewissen Zug durch die tiefen Beuger am Unterarm erklären. Ebendiese nutzen nämlich den vorderen Rand zum Teil als Ursprungsfläche.
Auf der Hinterseite der Speiche findet man ebenfalls einen Rand (Margo posterior). Dieser ist meist nicht so scharfkantig, da auf ihn weniger Zug ausgeübt wird. Am von der Körpermitte entfernten Ende entsteht der Anfang des hinteren Randes durch den Ansatz des Auswärtsumwenders (Musculus supinator) und weiter distal durch Faserzüge der Strecker fortgesetzt.
Trotz seines nahezu zylinderförmigen Körpers kann man aufgrund der eben beschriebenen Ränder an der Speiche verschiedene Flächen abgrenzen.
Die vordere Fläche (Facies anterior) ist die zwischen dem vorderen Rand und dem zwischen beiden Unterarmknochen liegenden Rand befindliche Knochenfläche. Sie dient der mittleren und der tiefen Schicht der Unterarmbeuger zusammen mit der Bandhaft zwischen den beiden Knochen als Ursprungsstelle.
Zwischen vorderem und hinterem Rand befindet sich ebenfalls eine Fläche, die als seitliche Fläche (Facies lateralis) bezeichnet wird. Auch hier entspringen einige Faserzüge der Unterarmmuskulatur.
Als hintere Fläche (Facies posterior) bezeichnet man die Fläche, die von dem hinteren Rand und Rand zwischen den beiden Knochen aufgespannt wird. Auch diese dient verschiedenen Unterarmmuskeln, in diesem Falle den Streckern, zusammen mit der Bandhaft zwischen den beiden Knochen als Ursprungsfläche.
Die Speiche verbreitert sich von der Körpermitte entfernt stetig, so dass ihr von der Körpermitte entferntes Gelenkende eine überknorpelte Gelenkfläche (Facies articularis carpi) für die Handwurzelknochen (Ossa carpi) aufweist.

### Unteres Ende

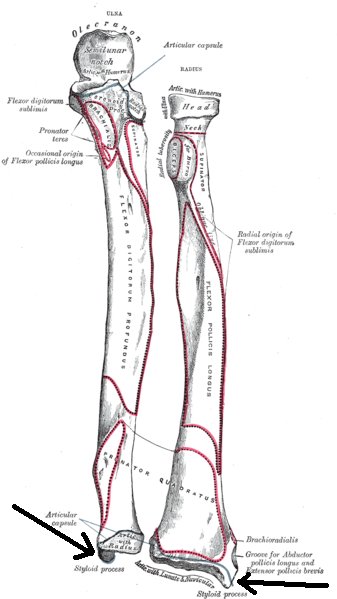
Darstellung der Griffelfortsätze von Elle (links in der Abbildung) und Speiche

Am seitlichen unteren Rand ragt ein Knochenvorsprung über die Gelenkfläche für die Handwurzelknochen. Diesen Vorsprung bezeichnet man als Griffelfortsatz (Processus styloideus radii). An ihm setzt der Oberarmspeichenmuskel (Musculus brachioradialis) an.
Das von der Körpermitte entfernte Ende der Speiche (Epiphysis distalis radii) weist auf der äußeren Seite eine Einkerbung (Incisura ulnaris) für den Ellenkopf (Caput ulnae) auf. Sie bildet mit der Elle das distale Speichen-Ellen-Gelenk.

## Besonderheiten bei Tieren
Bei einigen Säugetieren (z. B. Huftiere) ist die Speiche knöchern mit der Elle verwachsen (Synostose). Diese Arten können keine Umwendebewegungen (Pronation und Supination) im Unterarm ausführen.

## Benachbarte Gelenke
Die Speiche ist insgesamt an vier verschiedenen Teilgelenken beteiligt. Zum einen steht sie mit dem Oberarmknochen mittels des Oberarm-Speichen-Gelenkes (Articulatio humero-radialis) des Ellbogengelenks (Articulatio cubiti) und zum anderen mit den Handwurzelknochen mittels des Speichen-Handgelenkes (Articulatio radiocarpalis) in Verbindung. Weiterhin besitzen Speiche und Elle zwei gelenkige Verbindungen miteinander, zum einen das zur Körpermitte hin gelegene Speichen-Ellen-Gelenk (Articulatio radioulnaris proximalis), das manchmal zum Ellbogengelenk gezählt wird, und zum anderen das distale Speichen-Ellen-Gelenk (Articulatio radioulnaris distalis).

## Erkrankungen
- Essex-Lopresti-Verletzung
- Kongenitale Radiuskopfluxation
- Radiuskopffraktur
- Radiusschaftfraktur
- distale Radiusfraktur
- Galeazzi-Fraktur (Fraktur des distalen Radiusschaftes mit Luxation des Ulnakopfes)
- Radiuskopf-Subluxation
- Moeschler-Clarren-Syndrom
- Monteggia-Fraktur (Fraktur des proximalen Ulnaschaftes mit Luxation des Radiuskopfes)